# Ibiracatu
Ibiracatu là một đô thị thuộc bang Minas Gerais, Brasil. Đô thị này có diện tích 359,22 km², dân số năm 2007 là 5898 người, mật độ 19,6 người/km².